# Qui t'estima, Babel?
Qui t'estima, Babel? és una pel·lícula dramàtica espanyola del 1987 dirigida per Ignasi P. Ferré i Serra amb un guió basat en la història La imbècil de Mercè Company i González. La música es de Joan Vives i fou produïda per Lauren Films. Ha estat rodada en català.

## Sinopsi
Barcelona, 1985. Babel és una nena de 12 anys que troba morta la seva mare, mentre que la seva tia Cèlia l'acusa de tenir-ne la culpa. Mitjançant salts enrere sabrem que Babel va viure en un hospici d'alts murs i blanques parets fins als nou anys pel fet que la seva mare era internada en un centre psiquiàtric i no podia cuidar-la. Tanmateix, quan la seva mare és alliberada i tornen a viure juntes la convivència es difícil a causa dels records i traumes viscuts. Tres anys després Babel crea un amic imaginari anomenat Gavina, per tal de fugir de la realitat. La seva mare se suïcida i Babel només pensa en informar-ne al seu pare.

## Repartiment
- Mercedes Sampietro	...	Tia Cèlia
- Assumpta Serna	...	Mare
- Mireia Tomàs		...	Babel petita
- Judit-Rosa Vidal	...	Babel adolescent
- Mai Vives	...	Gavina
- Amparo Moreno	...	Assistenta social
- Ferran Rañé...	Doctor Roig
- Carme Molina		...	Mestra de 3r
- Blanca Martínez		...	Tutora de 6è
- Rosana Pastor		...	Mestra de 6è
- Martí Sales		...	Tonino
- Ramon Teixidor	...	Guàrdia Urbà
- Pep Cruz	...	Indigent borratxo
- Josefa Tubau	...	Portera

## Producció
Segon llargmetratge del director, en el que posa en imatges una de les històries de Mercè Company adreçades originàriament a un públic juvenil. Rodada amb pocs personatges i en un ambient opressiu i angoixants al barri de Sant Andreu del Palomar de Barcelona, narra una història de gran duresa sobre la condició humana. Va rebre una subvenció de la Generalitat de Catalunya de 5.000.000 pessetes. Fou exhibida com a part de la secció oficial de la VIII edició de la Mostra de València.